# Лейла Ел
Лейла Ел (англ. Layla El; нар. 25 червня 1977) — англійська акторка, модель, танцюристка і колишня професійна реслерка марокканського походження. Стала відомою після виступів у World Wrestling Entertainment (WWE).

## Кар’єра
До приходу в WWE працювала танцюристкою на круїзних кораблях, чирлідеркою клубу Національної баскетбольної асоціації "Маямі Хіт", а також танцювала у Каньє Веста на церемонії нагородження MTV Video Music Awards. 
В 2006 році взяла участь у конкурсі "Пошук Див WWE", в якому перемогла і виграла контракт із компанією. У WWE виступила у всіх трьох брендах компанії: SmackDown, ECW і Raw. Входила разом з Келлі Келлі та Брук Адамс до складу танцювальної групи Extreme Expose, була менеджеркою Вільяма Рігала, Міза, Джеймі Ноубла і Фанданго, а в 2009 році разом із Мішель Маккул сформувала команду Лей-Кул. З допомогою своєї напарниці в травні 2010 року Лейла здобула титул чемпіонки WWE, а в квітні 2012 року стала володаркою титулу чемпіонки дів WWE, який утримувала до вересня. 
29 липня 2015 Лейла Ел оголосила про завершення своєї кар'єри.